# Bulbophyllum calyptratum
Bulbophyllum calyptratum es una especie de orquídea epifita  originaria de  	 África.

## Descripción
Es una orquídea de pequeño a mediano tamaño, con hábitos epifita y ocasionalmente litofita con pseudobulbos algo comprimidos que llevan 2 hojas, apicales, erectas, coriáceas, linear-lanceoladas, obtusas, a emarginadas, hojas oblicuas estrechas angostamente lineares. Florece en una inflorescencia erecta, extendida, ancha y plana de 90 cm de largo, con muchas flores pequeñas, dísticas que aparecen a cada lado del raquis aplanado.

## Distribución y hábitat
Se encuentra en Ghana, Guinea, Costa de Marfil, Liberia, Nigeria, Sierra Leona, Togo, Camerún, Congo, Guinea Ecuatorial, Gabón y Zaire en elevaciones inferiores a 1000 metros.

## Taxonomía
Bulbophyllum calyptratum fue descrita por Friedrich Wilhelm Ludwig Kraenzlin   y publicado en Botanische Jahrbücher für Systematik, Pflanzengeschichte und Pflanzengeographie 22: 24. 1895.
Etimología
Bulbophyllum: nombre genérico que se refiere a la forma de las hojas que es bulbosa.
calyptratum: epíteto latino que significa "con capucha".
Variedades
- Bulbophyllum calyptratum var. calyptratum
- Bulbophyllum calyptratum var. graminifolium (Summerh.) J.J.Verm.
- Bulbophyllum calyptratum var. lucifugum (Summerh.) J.J.Verm.

Sinonimia
- Bulbophyllum buchenauianum (Kraenzl.) De Wild. 1921;
- Bulbophyllum calyptratum var. graminifolium (Summerh.) J.J.Verm. 1986;
- Bulbophyllum calyptratum var. lucifugum (Summerh.) J.J.Verm. 1987;
- Bulbophyllum graminifolium Summerh. 1957;
- Bulbophyllum intermedium De Wild. 1916;
- Bulbophyllum lindleyi [Rolfe] Schlechter 1914;
- Bulbophyllum lucifugum Summerh. 1957;
- Megaclinium buchenauianum Kraenzl. 1905;
- Megaclinium intermedium De Wild. 1916;
- Megaclinium lepturum Kraenzl. 1916;
- Megaclinium lindleyi Rolfe 1897;
- Megaclinium maximum Lindl. 1837[1][4][5]